# Joseph McGahn
Joseph Leo McGahn (29 de marzo de 1917 - 24 de diciembre de 1999) fue un obstetra estadounidense y político del Partido Demócrata de Nueva Jersey, quien se desempeñó durante seis años en el Senado de Nueva Jersey de 1972 a 1978. Fue una persona clave en el establecimiento de los casinos en Atlantic City.